# Carlos Eduardo Bernal Medina
Carlos Eduardo Bernal Medina (Bogotá, 27 de febrero de 1961) es un abogado y político colombiano, quien se desempeñó como Gobernador del Departamento de Arauca.

## Biografía
Nació en Bogotá, capital de Colombia, en febrero de 1961, hijo de Humberto Bernal y Blanca Aurora Medina. Abogado de profesión, ha sido funcionario del Ministerio del Interior.
En noviembre de 1999, mientras se desempeñaba como asesor del Viceministerio del Interior, fue designado por el presidente Andrés Pastrana Arango como Gobernador Encargado de Vichada, tras la destitución del Gobernador Gilberto Pulido Perdomo. Ocupó el cargo hasta marzo de 2000.
En diciembre de 2001 fue designado por el presidente Álvaro Uribe Vélez como Gobernador Encargado de Arauca, puesto que ocupó hasta octubre de 2002.
En 2017 la Fiscalía General le abrió una investigación por irregularidades en contratos firmados por su gobernación por $1.638 millones de pesos. Sin embargo, en 2021 la Corte Suprema de Justicia lo absolvió.